# エラブウミヘビ
エラブウミヘビ（Laticauda semifasciata）は、爬虫綱有鱗目コブラ科エラブウミヘビ属に分類されるヘビ。

## 分布
インドネシア、中華人民共和国、台湾、日本、フィリピン
東シナ海から南シナ海東部、スラウェシ島・モルッカ諸島近海にかけて。日本では南西諸島に分布する。池間島・石垣島・西表島・久高島・仲之神島・宮古島などで繁殖例があり、繁殖地の北限は硫黄島（鹿児島県三島村）。黒潮に乗って、九州以北まで漂流することもある。
インド洋、東南アジア、オーストラリア北部から、フィリピン、台湾を経て日本の南西諸島沿岸域。最も寒い時期の海水表面温度が約19℃以上の海域が分布域とされる。
本種は本来、南西諸島を分布の北限としていたが、近年では、九州や四国、本州の南岸でも生息が確認されている。これは地球の温暖化が影響していると見られている。まれに、海流に乗り本来の生息海域よりも高緯度の海域で捕獲されることもあり、1920年代に日本海で捕獲された記録も残っている。

## 形態
全長オス74 - 133センチメートル、メス83 - 141センチメートル。頭胴長オス69 - 120センチメートル、メス80 - 126センチメートル。全長70 - 150センチメートル。体型はエラブウミヘビ属内でも、太くて短い。胴体前部の断面は円形だが、後方に向かうにつれ側偏し、尾はオール状になる。胴体の断面は円形だが、尾は側偏し鰭状になり、先端が丸い。胴体腹面を覆う大型の鱗（腹板）の数は、225 - 250。尾下面を覆う大型の鱗（尾下板）の数は、30 - 48対。吻端を覆う鱗（吻端板）は、上下に分かれる。額を覆う鱗（額板）の前にある鱗（前額板）は、3枚。背面の体色は青色で、腹面は青みがかった黄色やクリーム色。背面の体色は個体変異が大きく濃青色の個体もいれば、青みのない個体もいる。胴体には35 - 45本、尾には5 - 7本の暗褐色の横帯が入る。横帯は腹面では細く、成蛇では不明瞭。
体色は青く、幼少の頃は鮮やかな色をしているが、成長するにつれて褐色味を帯びる。背面には黒い横帯が入り、腹面では横帯は不鮮明になる。横帯は成長に伴い不鮮明になる。大型の個体では横帯が殆ど消えてしまい確認できなくなることもある。腹板の幅が広い為、陸上でも活動できる。
身体は雌の方が大きく、尾は雄の方が長くなる傾向にある。
また、本種は、東南アジアに生息するベニヘビ属が海生に適応した種であると言われている。

## 毒性
本種の毒はエラブトキシンと呼ばれる神経毒の一種で、その毒はハブの70-80倍の強さと言われる。しかし、本種の性質は非常に大人しく口も小さいため、噛まれる可能性は少ないが、捕らえようとすると噛んでくることも考えられるので、無闇に触ったり近付いたりしない方がよい。沖縄では燻製のための食材として捕獲する折、素手で捕獲されることが多いが、毒性は強く、噛まれれば最悪の場合死亡する危険性もある。噛まれた際の死亡率は61.5%、LD50は0.21mg/kg。

## 生態
主に水深20メートル以内の、サンゴ礁のある海洋に生息する。昼夜共に活動するが、昼間は海岸の岩場の隙間などで休んでいることが多く、活動時間はほぼ夜間である。休息の為に洞穴に上陸することもある。
主にウツボ類・ギンポ類・スズメダイ類・ハゼ類・ベラ類などの魚類を食べた例があるが、十脚類を食べた例もある。体内の塩分調整のために淡水か汽水を飲まなければならず、淡水の流入する岩場や洞窟で飲水する。
繁殖様式は卵生。繁殖期にオスも上陸し、陸上で交尾を行うこともある。例として石垣島で4 - 7月、宮古島で5 - 8月、久高島では8 - 12月に、産卵のために上陸する。海岸の洞窟内で海水面よりも上にある岩の割れ目や穴などに、1回に1 - 10個の卵を産む。海岸の岩場の陰などに、一度に3-8個の卵を産む。飼育下では、卵が137 - 159日で孵化した例がある。卵は150日程で孵化する。一説には、交尾も陸上で行うとも言われる。このように、本種の生活環には、陸上での行動が多く含まれるため、他のウミヘビに比べると、ずっと後になって海で生活するようになったと考えられている。産卵期には大量の個体が一箇所に密集して上陸している姿も確認されている。

## 人間との関係
フィリピンでは皮革用と食用の乱獲により、生息数が減少した。地球温暖化による海水面の上昇による産卵場所の消失や、サンゴ礁の白化などによる減少に伴う生息地およびそこに生息する獲物の減少による影響が懸念されている。
日本
方言名として沖縄県広域ではイラブーやエラブウナギ、石垣島ではエラバー、久高島ではソーイラブー・マームン・ソームン（オス）・ウサー（メス）と呼称される。
食用とされることもあり、主に繁殖場に集まった個体が採集される。
海岸開発による産卵地の変化、赤土流出や高温海水塊による本種および獲物の生息地であるサンゴ礁の白化や死滅による減少、食用の乱獲、漁業による混獲などにより、生息数が減少していると考えられている。沖縄県では60センチメートル以下の個体の採集は禁止されている。2017年現在は沖縄県レッドリストで、準絶滅危惧と判定されている。
絶滅危惧II類 (VU)（環境省レッドリスト）
乱獲、環境変化などによって、近年では個体数が減少傾向にある。上記の様に非常に大人しい性質であり、他のウミヘビと比べると素手で捕まえる事も比較的容易である。沖縄や奄美地方では「イラブー」と呼ばれて古くから食用に捕獲され、琉球料理の貴重な食材として珍重されていた。燻製や干物に加工した食品からイラブー汁を作り、泡盛に一匹丸ごとつけた『イラブー酒』は特産品として土産物店等で販売されている。
大正時代、皇太子裕仁親王の欧州訪問の際に御召艦戦艦香取が沖縄に寄港したときに、裕仁親王（後の昭和天皇）が興味を示し食べてみたいと話していたことから、艦長で同県出身の漢那憲和大佐が沖縄県知事川越壮介に連絡を取って、エラブウミヘビを取り寄せて食卓に供した。裕仁親王は「たいへんおいしかった」と漢那艦長に告げている。
日本では、ジャパンスネークセンター、沖縄美ら海水族館、いおワールドかごしま水族館、鳥羽水族館、串本海中公園、おきなわワールドなどで飼育されている。過去には草津熱帯圏などでも飼育されていた。